# 須田朱音
須田 朱音（すだ あかね、1984年5月11日 - ）は、日本の女性ファッションモデル。
身長171センチメートル、スリーサイズ80-61-87。
東京都出身。

## 来歴・人物
元アパレル店員で2005年に『Happie nuts』の専属モデルとなった。専属以前は同誌に読者モデルとして登場していたという。
モデル活動の傍ら、他のギャル系モデルら数名とともに音楽製作チームRomeoを結成。これの一員としてギャル系3人組ユニットJulietのプロデュースを行うなどしている。ほか、DJとしてライブイベントに出演したり、2011年からは串戸ユリアがプロデュースするブランドGYDA（ジェイダ）にデザイナーとして参加している。
モデル・歌手のminiは高校時代からの親友である。
2020年11月16日、一般男性と結婚したことをインスタグラムで発表した。

## 出演

### 雑誌
- 『Happie nuts』（専属：2005年より）

### ランウェイ
- 渋谷ガールズコレクション：2006年秋冬[8]、2007年秋冬[9]

### イベント
- 『RADIANT NIGHT』（渋谷club atom、2009年12月20日） 共／山本優希、森摩耶、宮城舞、大串知江、江口ちり、難波沙樹、尾崎紗代子、里見茜、武田静加、谷口紗耶香、秋山未来、小田切恵子、嶋田エリカ、YENA[10]
- 『nuts night』（渋谷atom、2010年3月26日） 共／舘谷恵利子、難波サキ、武田静加、里見茜、HiROMi[11]
- 『LADY FINGERS』（横浜DRAGON CLUB、2010年5月29日） 共／エリーローズ、月本えり、武田真理子、難波サキ、ほか[12]
- 『HAKODATE 黒船 2010』（北海道立道南四季の杜公園、2010年6月27日） 共／高橋真依子、高瀬洋子、難波サキ、HIROMI、ほか[13]
- 『渋谷女祭り2010〜秋の陣〜』（恵比寿リキッドルーム、2010年9月19日） 共／山本優希、森摩耶、Lie、宮城舞、難波沙樹、りかちゅう、尾崎紗代子、ニコル、秋山未来、武田静加、大串知江、安井レイ、里見茜、江口ちり、小田切恵子、谷口紗耶香、YENA、嶋田エリカ、国枝洋子、稲本美和子、小坂加奈子、来夏、植田せりな、古澤未来、渡辺加苗、本多仁満、浦崎実可子、ゆんころ、おかりえ、ねもやよ、丸山慧子、三浦阿久里、岩上愛美、平沼ファナ、五十嵐未来、高橋茉莉、中村優梨香、ほか[14][15]
- 『渋谷女祭り〜St.Valentine／決戦は金曜日編〜』（渋谷O-EAST、2011年2月11日） 共／宮城舞、大串知江、江口ちり、峯村優衣、尾崎紗代子、里見茜、武田静加、谷口紗耶香、秋山未来、Lie、りかちゅう、安井レイ、小田切恵子、嶋田エリカ、YENA、稲垣佑樹、大石一聡、佐藤歩、澤本幸秀、吉田克己、ねもやよ、三輪麻未、福住夏希、友稀サナ、山崎麻衣[16]

### その他
- 音楽PV：「東京タワー」（GOKIGEN SOUND） 共／難波サキ[17]
- テレビ番組：『音楽戦士 MUSIC FIGHTER』（日本テレビ、2009年8月15日） 共／キングコング、浜崎あゆみ、青木さやか、新谷保志、高見沢俊彦、川畑要、クリスタル・ケイ、吉田拓郎、GIRL NEXT DOOR、サラ、KEI(Nemotroubolter)、LADY BiRD[18]